# Варданакерт (гавар)
Варданакерт (арм. Վարդանակերտ) — гавар в провинции Пайтакаран Великой Армении. Здесь находился известный армянский языческий храм Йотнпоракян багинк (Յոթնփորակյան բագինք).

## География
На северо-востоке Варданакерт граничил с гаваром Хракот-Перож, на востоке — Рот-и-Бага, на юго-востоке — Каган-Рот, на юге — Коекян, на юго-западе — Алеван, а всей западной границей Варданакерта являлась река Аракс, которая отделяля гавар от Сисакан-и-Котака, Пацканка и Ротпациана (с юга на север соответственно).
Столицей Варданакерта являлся одноимённый город.